# BB&T Atlanta Open 2013
BB&T Atlanta Open 2013 — тенісний турнір, що проходив на кортах з твердим покриттям у місті Атланта, США з 22 липня. Належав до категорії ATP World Tour 250. Був турніром серії Atlanta Open 2013 року.

## Фінальна частина

### Одиночний розряд
Джон Ізнер —  Кевін Андерсон 6–7(3–7), 7–6(7–2), 7–6(7–2)

### Парний розряд
Едуар Роже-Васслен /  Ігор Сейслінґ —  Колін Флемінг /  Джонатан Маррей 7–6(8–6), 6–3